# Чеснек

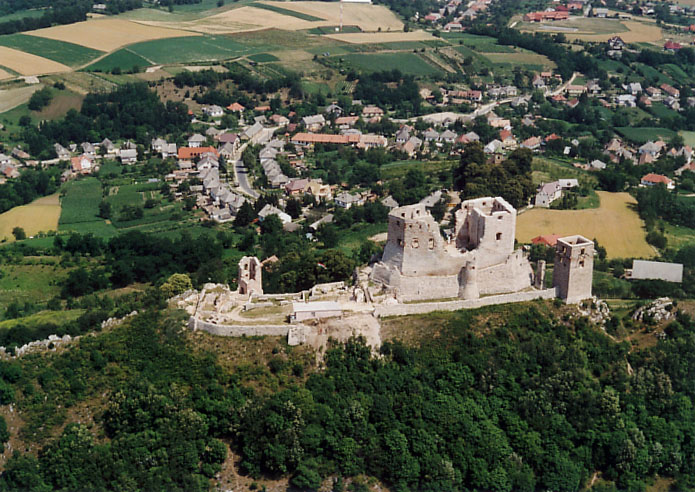
Чеснек

Че́снек (венг. Csesznek) — деревня в медье Веспрем (Венгрия), знаменитая расположенным там средневековым замком.
Средневековый замок Чеснек был построен приблизительно в 1263 году бароном Якабом Чеснеки, который был оруженосцем Короля Белы IV. С 1326 года по 1392 год замок принадлежал короне, пока император Сигизмунд I Люксембург передал его знатному роду Гарай в обмен на область Мачву в Сербии. В 1482 году род Гарай по мужской линии пресёкся, и король Матьяш Хуньяди пожаловал Чеснек роду Заполя (Запольских). В 1527 году он перешёл к барону Балинту Тереку.
В течение XVI века замок несколько раз менял владельцев, в 1561 году его осаждали турки-османы. В 1594 году турки всё же захватили замок, но уже через четыре года венгры отбили его обратно. В 1635 году замок приобрёл Даниэль Эстерхази, и до конца Второй мировой войны им владели Эстерхази.
От названия деревни произошла фамилия Дьюлы Чеснеки де Милваня.

## Население
| Год  | Численность | Численность |
| ---- | ----------- | ----------- |
| 2013 | 563         | [ 2 ]       |
| 2014 | 564         | [ 3 ]       |
| 2015 | 547         | [ 4 ]       |
| 2021 | 542         | [ 5 ]       |
| 2022 | 456         | [ 6 ]       |
| 2023 | 458         | [ 7 ]       |
| 2024 | 441         | [ 1 ]       |